# Соло певање
Соло певање (од итал. solo – сам, једини) је певачка дисциплина и уметничка пракса која подразумева извођење музичког дела од стране једног певача, било без пратње (а капела) или уз пратњу једног или више инструмената. Иако се соло певање јавља у готово свим музичким жанровима, у формалном музичком образовању и класичној музичкој традицији у Србији, термин соло певање се примарно односи на уметничко, односно оперско и концертно певање.

## Дефиниција и карактеристике
Соло певање као уметничка дисциплина представља врхунац вокалне технике и музичке интерпретације. За разлику од хорског певања где се гласови стапају у једну звучну целину, у соло певању је глас певача у првом плану, носећи главну мелодијску линију и емотивни израз. Извођач, солиста, мора да поседује не само изузетне гласовне способности, већ и музикалност, сценско присуство и способност да публици пренесе суштину музичког и поетског текста.

## Соло певање у уметничкој (класичној) музици
У контексту класичне музике, соло певање представља студиозан и високо систематизован приступ употреби гласа.

### Техника и вокална педагогија
Основа класичног соло певања је белканто (итал. bel canto – лепо певање) техника, која тежи постизању лепоте тона, вокалне агилности, изражајности и контроле даха. Кључни елементи вокалне педагогије су:
- Техника дисања: Употреба дијафрагме за подршку тону (appoggio).
- Поставка гласа: Постизање оптималне резонанце и пројекције гласа како би се чуо преко оркестра без микрофона.
- Вокални распон: Рад на проширењу опсега гласа.
- Вибрато, артикулација и дикција.

### Оперско певање
Опера је сценско-музичко дело где певачи-глумци певајући изводе драмску радњу. Оперско певање захтева изузетну вокалну снагу, издржљивост и способност глумачке трансформације. Певачи се специјализују за одређене гласовне фахове (нпр. лирски сопран, драмски тенор, колоратурни мецосопран, бас буфо), у складу са својим гласовним карактеристикама и улогама које тумаче.

### Концертно певање (соло песме, ораторијуми)
Поред опере, соло певање обухвата и концертно извођење:
- Соло песма (нем. Lied, фр. mélodie): Композиција за глас и клавир (или неки други инструмент), где је нагласак на суптилној интерпретацији поетског текста.
- Ораторијум и кантата: Велика вокално-инструментална дела у којима солисти имају значајне деонице, често уз пратњу хора и оркестра.

### Образовање у Србији
Образовање за соло певаче у Србији је систематизовано и одвија се на више нивоа. У основним и средњим музичким школама постоји Одсек за соло певање, где ученици стичу основна знања из вокалне технике, теорије музике и сценског понашања. Највиши ниво образовања стиче се на Факултету музичке уметности у Београду и академијама уметности у Новом Саду и Нишу, на одсецима за соло певање.

## Соло певање у другим жанровима
Иако се термин "соло певање" формално везује за класику, сваки певач који наступа као главни вокал је солиста.
- Популарна музика: Певач је централна фигура у већини жанрова популарне музике (поп, рок, џез, блуз, соул). Техника певања се значајно разликује од класичне, пре свега због употребе микрофона, што омогућава другачије вокалне стилове (нпр. белтинг, шапутање, интимнији приступ).
- Народна (традиционална) музика: У српској традиционалној музици постоји богата традиција соло певања, од епских певача уз гусле, до извођача тзв. "изворних" или стилизованих народних песама, са специфичном орнаментиком и начином емитовања тона.

## Такмичења соло певача у Србији
Такмичења играју важну улогу у афирмацији младих соло певача.
- Међународно такмичење соло певача "Лазар Јовановић": сматра се најважнијим оперским такмичењем у Србији, посвећено младим оперским уметницима. Организује га удружење Културни елемент.[5]
- Међународно такмичење Музичке омладине у Београду је до 2010. године имало категорију за соло певање, али је категорија трајно укинута.[6]
- Постоје и бројна друга републичка и међународна такмичења која организују музичке школе и удружења.